# Savona Foot-Ball Club 1963-1964
Questa voce raccoglie le informazioni riguardanti il Savona Foot-Ball Club nelle competizioni ufficiali della stagione 1963-1964.

## Rosa
| N. |                   | Ruolo | Calciatore           |
| -- | ----------------- | ----- | -------------------- |
|    | Italia (bandiera) | D     | Franco Ballardini    |
|    | Italia (bandiera) | A     | Antonio Berto        |
|    | Italia (bandiera) | A     | Albino Cella         |
|    | Italia (bandiera) | C     | Walter Colombo       |
|    | Italia (bandiera) | D     | Giorgio Costantini   |
|    | Italia (bandiera) | A     | Nazzareno Dal Bancon |
|    | Italia (bandiera) | A     | Alberto Duvina       |
|    | Italia (bandiera) | A     | Emiliano Giordano    |
|    | Italia (bandiera) | D     | Mauro Maltinti       |
|    | Italia (bandiera) | C     | Giulio Mariani       |

| N. |                   | Ruolo | Calciatore         |
| -- | ----------------- | ----- | ------------------ |
|    | Italia (bandiera) | C     | Romano Marinai     |
|    | Italia (bandiera) | C     | Ilvo Nadali        |
|    | Italia (bandiera) | D     | Valentino Persenda |
|    | Italia (bandiera) | C     | Carlo Pietrantoni  |
|    | Italia (bandiera) | D     | Luciano Piquè      |
|    | Italia (bandiera) | A     | Sergio Salomone    |
|    | Italia (bandiera) | P     | Silvano Semenzin   |
|    | Italia (bandiera) | P     | Giancarlo Tonoli   |
|    | Italia (bandiera) | C     | Eugenio Vannini    |